# Tinodes parvulus
Tinodes parvulus là một loài Trichoptera trong họ Psychomyiidae. Chúng phân bố ở miền Tân bắc.